# Comuna Răscăeți, Dâmbovița
Răscăeți este o comună în județul Dâmbovița, Muntenia, România, formată din satele Răscăeți (reședința) și Vultureanca.

## Așezare
Comuna se află în sud-vestul județului, la limita cu județul Argeș și este legată printr-un drum comunal de comuna Vișina, de care s-a desprins în 2004.

## Demografie
Componența etnică a comunei Răscăeți
     Români (94,44%)
     Alte etnii (0,15%)
     Necunoscută (5,41%)
Componența confesională a comunei Răscăeți
     Ortodocși (93,95%)
     Alte religii (0,39%)
     Necunoscută (5,66%)
Conform recensământului efectuat în 2021, populația comunei Răscăeți se ridică la 2.051 de locuitori, în scădere față de recensământul anterior din 2011, când fuseseră înregistrați 2.241 de locuitori. Majoritatea locuitorilor sunt români (94,44%), iar pentru 5,41% nu se cunoaște apartenența etnică. Din punct de vedere confesional, majoritatea locuitorilor sunt ortodocși (93,95%), iar pentru 5,66% nu se cunoaște apartenența confesională.

## Politică și administrație
Comuna Răscăeți este administrată de un primar și un consiliu local compus din 11 consilieri. Primarul, Iulian Buibăr[*], de la Partidul Național Liberal, este în funcție din 2005. Începând cu alegerile locale din 2024, consiliul local are următoarea componență pe partide politice:
|  | Partid                          | Consilieri | Componența Consiliului | Componența Consiliului | Componența Consiliului | Componența Consiliului | Componența Consiliului | Componența Consiliului | Componența Consiliului | Componența Consiliului |
|  | ------------------------------- | ---------- | ---------------------- | ---------------------- | ---------------------- | ---------------------- | ---------------------- | ---------------------- | ---------------------- | ---------------------- |
|  | Partidul Național Liberal       | 8          |                        |                        |                        |                        |                        |                        |                        |                        |
|  | Alianța pentru Unirea Românilor | 1          |                        |                        |                        |                        |                        |                        |                        |                        |
|  | Partidul Social Democrat        | 1          |                        |                        |                        |                        |                        |                        |                        |                        |
|  | Partidul Puterii Umaniste       | 1          |                        |                        |                        |                        |                        |                        |                        |                        |

## Istorie
La sfârșitul secolului al XIX-lea, satul Răscăeți era reședința comunei Răscăeți-Drăghineasca din plasa Gălășești a județului Argeș, comună formată din satele Răscăeți, Drăghineasca și Cioflești, cu 850 de locuitori. În comună funcționau o biserică și o școală. Satul Vultureanca făcea parte din comuna Morteni, județul Dâmbovița.
În 1925, Anuarul Socec consemnează comuna Răscăeți în plasa Dâmbovnic a aceluiași județ Argeș. În componența ei intrau satele Ciofleg, Drăghiceasca și Răscăeți, cu 1477 de locuitori.
În 1931, comuna este transferată plășii Găești din județul Dâmbovița, având în continuare în compunere satele Răscăeți, Drăghineasa și Cioflec.
În 1950, comuna a trecut în subordinea raionului Găești din regiunea Argeș. A revenit la județul Dâmbovița în 1968, dar a fost imediat desființată și inclusă în comuna Vișina; satele Ciofleac și Drăghineasa au fost comasate și incluse în satul Răscăeți.
 Comuna Răscăeți a fost reînființată în 2004, când satele Răscăeți și Vultureanca s-au separat de comuna Vișina și au format noua comună.